# Bohumil Zlámal
Bohumil Zlámal (21. prosince 1904 Oprostovice v okrese Přerov – 28. června 1984 Olomouc) byl český katolický kněz, historik a profesor církevních dějin na teologické fakultě v Olomouci.

## Život
Středoškolské vzdělání získal na Arcibiskupském gymnáziu v Kroměříži. Po maturitě v roce 1930 se zapsal na teologickou fakultu v Olomouci, kde se aktivně účastnil zejména seminářů z církevních dějin prof. Augustina Neumanna. Fakultu zdárně ukončil v roce 1936. Po přijetí kněžského svěcení (5. července 1936) působil jako kaplan u sv. Mořice v Olomouci. Za II. světové války byl od 1. září 1939 deportován do koncentračního tábora Dachau, pobýval i v Buchenwaldu. Tam se, mimo jiné, podrobil operaci slepého střeva rozžhaveným drátem. Z koncentračního tábora byl propuštěn až 23. května 1945.
Po válce opět působil u sv. Mořice. Od 1. října 1945 do 14. července 1950 se stal asistentem církevních dějin na teologické fakultě, roku 1946 získal doktorát z teologie a 24. října 1946 byl promován. V zimním semestru 1949–1950 byl navržen na habilitaci, ke jmenování však nedošlo. V letech 1951-1961 působil v pastoraci; v letech 1961–1962 byl mimo službu. Od roku 1961 pobíral invalidní důchod. Po zrušení teologické fakulty působil ve farní správě (Velké Opatovice, Frenštát pod Radhoštěm a Kyjov). Od dubna 1968 byl členem přípravné komise pro obnovení olomoucké fakulty a semináře. Na konci roku 1968 byl zvolen na Římskokatolické Cyrilometodějské bohoslovecké fakultě v Praze se sídlem v Litoměřicích, pobočce v Olomoucí proděkanem. Dne 7. října 1968 byl jmenován profesorem pro obor církevních dějin, s účinností od 1. října 1968. Dne 31. března 1969 byl jmenován proděkanem Římskokatolické Cyrilometodějské bohoslovecké fakulty v Praze se sídlem v Litoměřicích pro roky 1968–1970 s působištěm na pobočce v Olomouci, kde zastupoval děkana v plném rozsahu. Dne 12. října 1970 bylo jmenování proděkanem obnoveno pro akademický rok 1970–1971 a 1971–1972; obnoveno bylo též pro akademický rok 1973–1974. V letech 1968–1972 učil církevní dějiny, v roce 1968–1969 patrologii, a v roce 1972–1973 ochranu památek. Pobočka CMBF v Olomouci byla uzavřena 30. června 1974. V této době odešel do důchodu. Po opětovném zrušení fakulty působil v Kyjově a posléze na odpočinku v Olomouci, kde 28. června 1984 zemřel.

## Dílo

### Příručka českých církevních dějin
Jeho hlavním dílem je desetisvazkové skriptum Příručka českých církevních dějin, které vyšlo v prvním vydání v Olomouci v letech 1948–1949, a v opraveném vydání druhém v letech 1968–1974 (spolu se dvěma svazky rejstříků a dalšíma dvěma svazky grafických pomůcek. Díly jsou rozvrženy v přehledu následujícím způsobem:
| Díl     | Název svazku                                                 | Období (v letech) |
| ------- | ------------------------------------------------------------ | ----------------- |
| I.      | Počátky latinského a slovanského křesťanství na Velké Moravě | (800–1000)        |
| II.     | Počátky latinského a slovanského křesťanství v Čechách       | (800–1000)        |
| III.    | Doba románské katolicity                                     | (1000–1200)       |
| IV/1,2. | Doba gotické katolicity                                      | (1200–1400)       |
| V.      | Doba husitská, českobratrská a protestantská                 | (1400–1550)       |
| VI.     | Doba rekatolizace                                            | (1550–1650)       |
| VII.    | Doba barokní katolicity                                      | (1650–1750)       |
| VIII.   | Doba osvícenská                                              | (1750–1850)       |
| IX/1,2. | Doba probuzenského katolicismu                               | (1850–1918)       |
| X-1.    | Doba československého katolicismu 1                          |                   |
| X-2.    | Doba československého katolicismu 2                          |                   |
| R1.     | Rejstříky 1–5                                                |                   |
| R2.     | Rejstříky 6–10                                               |                   |

Znovu byla vydána v Olomouci v letech 2005–2010 nakladatelstvím Matice cyrilometodějská (7 svazků).